# Bahar Yıldırım
Bahar Yıldırım (* 1. Oktober 1998 in Erciş als Bahar Atalay) ist eine türkische Leichtathletin, die sich auf den Langstreckenlauf spezialisiert hat.

## Sportliche Laufbahn
Erste internationale Erfahrungen sammelte Bahar Yıldırım beim Europäischen Olympischen Jugendfestival (EYOF) 2013 in Utrecht, bei dem sie in 10:35,50 min den neunten Platz im 3000-Meter-Lauf belegte. Im Jahr darauf wurde sie bei den Crosslauf-Europameisterschaften 2014 in Samokow nach 15:20 min 27. im Juniorinnenrennen und 2016 wurde sie bei den Crosslauf-Europameisterschaften in Chia nach 13:43 min 37. im U20-Rennen. Bei den Crosslauf-Europameisterschaften 2018 in Tilburg lief sie nach 22:02: min auf dem 39. Platz im U23-Rennen ein und im Jahr darauf wurde sie bei den Crosslauf-Europameisterschaften in Lissabon nach 22:12 min 19 im U23-Rennen. 2023 gewann sie bei den Balkan-Crosslauf-Meisterschaften in Pirdop nach 27:56 min die Bronzemedaille hinter der Albanerin Luiza Gega und Dewora Awramowa aus Bulgarien, ehe sie kurz darauf bei den Crosslauf-Europameisterschaften in Brüssel nach 36:56 min auf den 31. Platz im Einzelrennen gelangte. Im Jahr darauf gewann sie bei den Balkan-Meisterschaften in Izmir in 9:21,37 min die Silbermedaille über 3000 Meter hinter ihrer Landsfrau Burcu Subatan. Kurz darauf kam sie bei den Europameisterschaften in Rom über 10.000 Meter nicht ins Ziel. 2025 gewann sie dann bei den Balkan-Hallenmeisterschaften in Belgrad in 9:00,84 min die Silbermedaille über 3000 Meter hinter der Rumänin Stella Rutto. Im April wurde sie bei den Straßenlauf-Europameisterschaften in Löwen in 1:12:51 h Neunte im Halbmarathon.
2024 wurde Yıldırım türkische Meisterin im 5000-Meter-Lauf sowie Hallenmeisterin über 3000 Meter.

## Persönliche Bestleistungen
- 1500 Meter: 4:20,91 min, 5. September 2023 in Izmir
  - 1500 Meter (Halle): 4:19,76 min, 27. Januar 2025 in Istanbul
- 3000 Meter: 9:18,25 min 18. Mai 2024 in Izmir
  - 3000 Meter (Halle): 9:00,84 min, 15. Februar 2025 in Belgrad
- 5000 Meter: 15:55,79 min, 15. April 2023 in Antalya
- 10.000 Meter: 32:52,74 min, 6. Mai 2023 in Mersin
- Halbmarathon: 1:12:40 h, 21. Februar 2021 in Trabzon